# Dawit Lortkipanidse

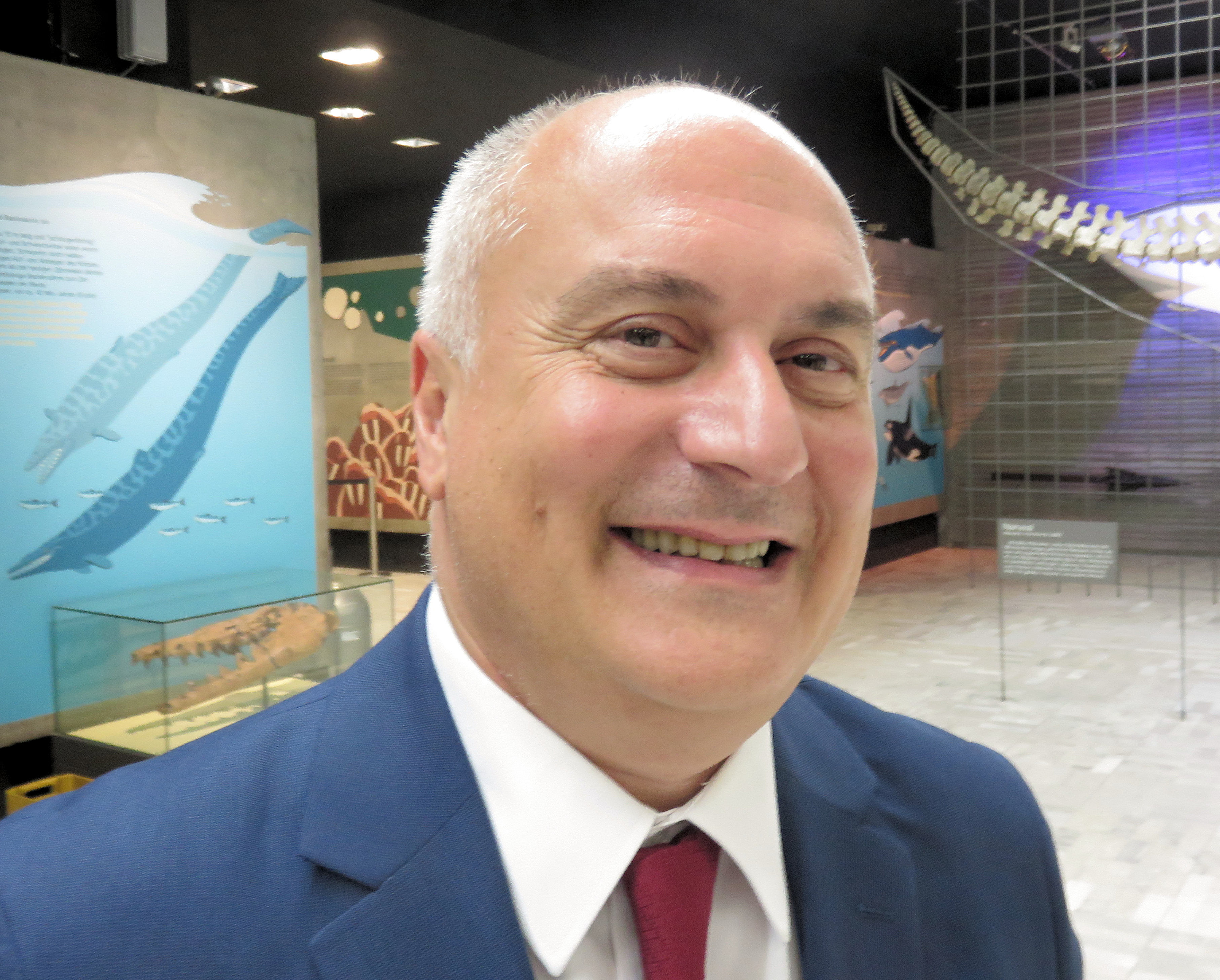
Dawit Lortkipanidse (2018)

Dawit Lortkipanidse (auch: David Lordkipanidze, georgisch დავით ლორთქიფანიძე; * 5. August 1963 in Tiflis) ist ein georgischer Paläoanthropologe und seit 2004 Generaldirektor des Nationalmuseums von Georgien, in dem 2002 auf seine Initiative hin die zehn führenden Museen des Landes sowie zwei Forschungsinstitute vereint wurden. Bereits seit 1997 ist er zudem der Leiter des Instituts für Geologie und Paläontologie am Georgischen Zentrum für vorgeschichtliche Forschung („Georgian Center for Prehistoric Research“), das ebenfalls dem Nationalmuseum angegliedert ist.

## Leben
Dawit Lortkipanidse, Sohn des Archäologen Otar Lortkipanidse, studierte von 1980 bis 1985 an der Fakultät für Geologie und Geographie der Staatlichen Universität Tiflis und von 1986 bis 1992 am Institut für Geographie der Russischen Akademie der Wissenschaften in Moskau. 1992 legte er in Moskau auch seine Doktorarbeit vor, in der er die Besonderheiten der Wechselwirkungen zwischen Umwelt und frühen Menschen in Bergregionen analysierte. Von 1992 bis 1997 war er für die Georgische Akademie der Wissenschaften tätig und arbeitete als Postdoc zeitweise unter anderem an der Georg-August-Universität Göttingen (1992), am Muséum national d’histoire naturelle in Paris (1996 und 1997) sowie an den Außenstellen des Deutschen Archäologischen Instituts in Lissabon und Madrid (1996).
Von 1997 bis 2001 leitete Lortkipanidse die Abteilung für Geologie und Paläontologie am Staatlichen Simon-Dschanaschia-Museum Georgien. Gleichzeitig leitete er – anfangs dank mehrerer Stipendien der Leakey Foundation, der National Geographic Society und weiterer Stiftungen – paläoanthropologische Ausgrabungen an mehreren Orten in Georgien. Nach seiner Habilitation (2001) für die Fachgebiete Archäologie, Geographie und Paläobiologie an der Universität von Tiflis wurde er 2002 zum stellvertretenden Direktor des Simon-Dschanaschia-Museums berufen. Als das Museum mit verschiedenen anderen Einrichtungen zum Georgischen Nationalmuseum zusammengeführt wurde, wurde Lortkipanidse 2005 zum Generaldirektor des neuen Museums ernannt. In einer Würdigung durch die Senckenberg Gesellschaft für Naturforschung hieß es: „Unter seiner Leitung verwandelt sich das Museum kontinuierlich von einer typischen Sowjet-Einrichtung in eine pulsierende Stätte für Kultur, Bildung und Wissenschaft.“

## Forschungsthemen
Der Forschungsschwerpunkt von Lortkipanidse liegt in der Paläoanthropologie und den ältesten Epochen der Archäologie, konkret der Altsteinzeit. Für diese Epochen untersucht er die Stammesgeschichte des Menschen und die materiellen Hinterlassenschaften der Menschen dieser Zeit, aber auch die natürliche Umwelt und die Mensch-Umwelt-Beziehungen.

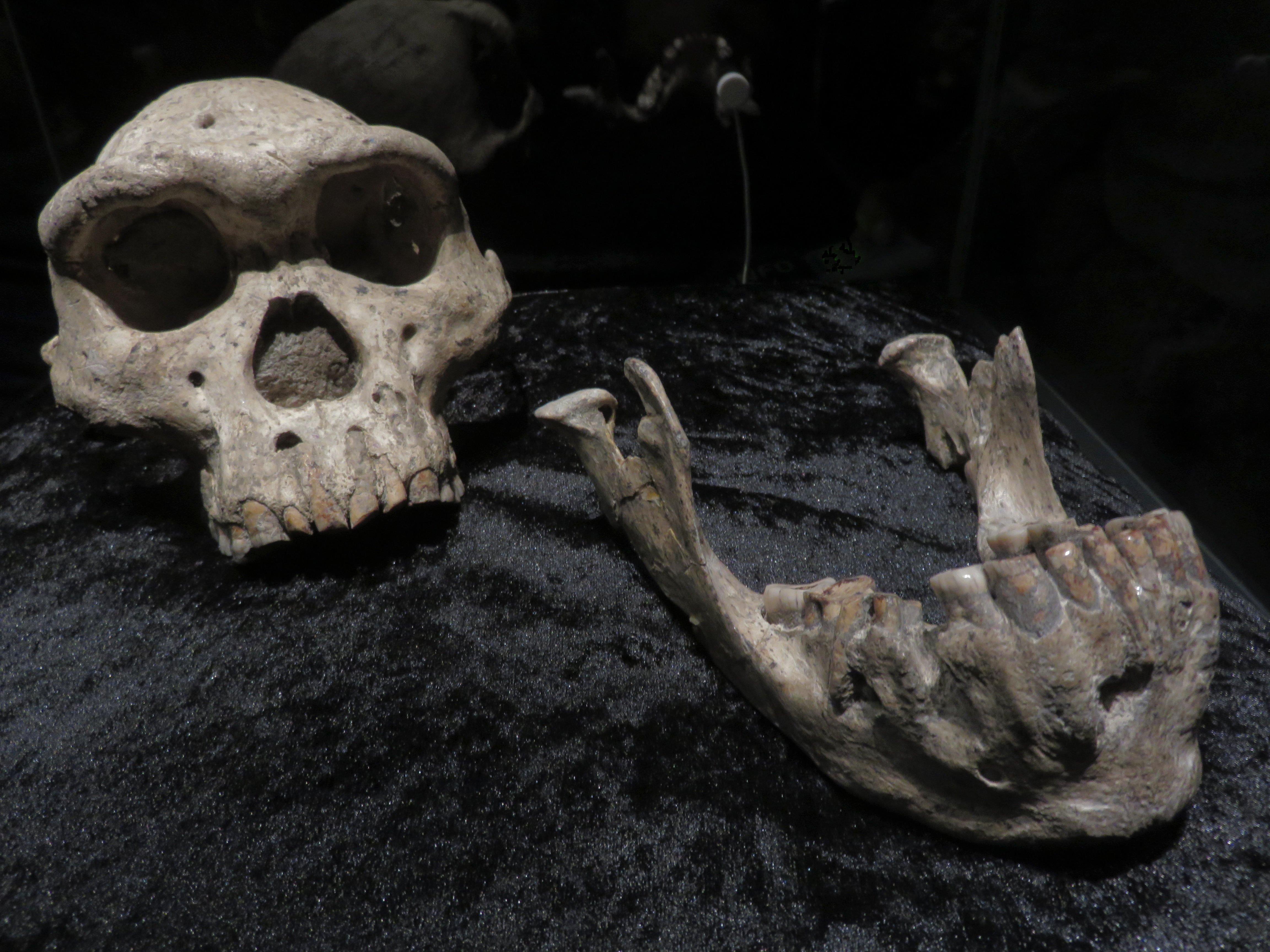
„Schädel 5“ aus Dmanissi (Original), der am besten erhaltene Schädel eines Erwachsenen aus der Zeit zwischen 2,6 und 0,9 Millionen Jahren vor heute.

Dawit Lortkipanidse wurde international bekannt aufgrund seiner Ausgrabungen am Fundort Dmanissi im südlichen Kaukasus, wo unter seiner Leitung die ältesten Fossilien der Gattung Homo außerhalb Afrikas entdeckt wurden. Diese homininen Fossilien von Dmanissi sind „außergewöhnlich gut erhaltene Fossilien von mehreren Hominiden, im geologischen Zusammenhang mit Tierfossilien und Steinwerkzeugen“, die „eine genaue Untersuchung der wahrscheinlich frühesten Anpassung der Gattung Homo an gemäßigte Klimabedingungen“ erlauben. Die auf ein Alter von 1,7 bis 1,8 Millionen Jahre datierten Knochenfunde stehen vermutlich den afrikanischen Funden von Homo erectus  oder Homo ergaster nahe, weisen aber auch morphologische Ähnlichkeiten zu deren Vorläufern Homo habilis und Homo rudolfensis auf, so dass sie auch als eigene Art („Homo georgicus“) bezeichnet wurden, was aber bislang von der Forschergemeinde nicht akzeptiert wurde.
Die Zuordnung dieser Hominiden-Funde zum Stammbaum des Menschen ist seit ihrer Entdeckung Gegenstand intensiver wissenschaftlicher Diskussionen. Von einigen Forschern werden sie als transitionale Fossilien interpretiert, die morphologisch und zeitlich zwischen den früheren Homo-Funden aus Afrika und den späteren aus Asien und Europa stehen: „Die Fossilien aus Dmanisi sind die ersten sicheren Belege für die Auswanderung des frühen Homo aus Afrika.“ Möglicherweise entstammen die Funde aus Georgien einer Homo-Population, die bereits 300.000 Jahre vor der Einwanderung von Homo erectus (die letztlich auch zur Besiedelung Europas führte) Afrika verlassen hatte.

## Ehrungen
- 2002 erhielt Lortkipanidse den Ordre des Palmes Académiques.
- 2004 wurde er mit dem Rolex-Preis für Unternehmungsgeist ausgezeichnet.
- 2006 erhielt er den Ordre national du Mérite.
- 2007 wurde er in die National Academy of Sciences gewählt.
- 2008 wurde er in die World Academy of Art and Science aufgenommen.
- 2008 wurde er als korrespondierendes Mitglied in das Deutsche Archäologische Institut aufgenommen.
- 2009 wurde er in die Georgische Nationale Akademie der Wissenschaften aufgenommen.
- 2010 wurde er in die Academia Europaea gewählt.[11]
- 2014 erhielt er den Humboldt-Forschungspreis.
- 2015 hielt er die Rudolf-Virchow-Vorlesung.
- 2016 wurde ihm die Goethe-Medaille des Goethe-Instituts zuerkannt.[12]

## Schriften (Auswahl)
- mit Gerhard Bosinski und Konrad Weidemann: Der altpaläolithische Fundplatz Dmanisi (Georgien, Kaukasus). In: Jahrbuch des Römisch-Germanischen Zentralmuseums. Band 42, 1995, S. 21–203.
- mit Leo Gabunia, Abesolom Vekua et al.: Earliest Pleistocene Hominid Cranial Remains from Dmanisi, Republic of Georgia: Taxonomy, Geological Setting, and Age. In: Science. Band 288, Nr.  5468, 2000, S. 1019–1025, doi:10.1126/science.288.5468.1019.
- mit Abeselom Vekuae et al.: A New Skull of Early Homo from Dmanisi, Georgia. In: Science. Band 297, Nr. 5578, 2002, S. 85–89, doi:10.1126/science.1072953 und – mit Abb. – doi:10.1126/science.1072953.
- mit Abeselom Vekua et al.: The earliest toothless hominin skull. In: Nature. Band 434, 2005, S. 717–718, doi:10.1038/434717b.
- mit Tea Jashashvili, Abeselom Vekua et al.: Postcranial evidence from early Homo from Dmanisi, Georgia. In: Nature. Band 449, 2007, S. 305–310, doi:10.1038/nature06134.
- Georgiens Geschichte in 33 Objekten. Mitteldeutscher Verlag, Halle (Saale) 2018, ISBN 978-3-96311-045-0.

## Belege
1. ↑  Zitat: Natur und Museum. Band 137, Nr. 9/10, 2007, S. 247.
2. ↑  Fred Spoor: Small-brained and big-mouthed. In: Nature. Band 502, Nr. 7472, 2013, S. 452–453, doi:10.1038/502452a.
3. 1 2  Natur und Museum. Band 137, Nr. 9/10, 2007, S. 248.
4. ↑  Léo Gabounia, Marie-Antoinette de Lumley, Abesalom Vekua, David Lordkipanidze, Henry de Lumley: Découvert d'un nouvel hominidé à Dmanissi (Transcaucasie, Géorgie). In: Comptes Rendus Palevol. Band 1, 2002, S. 243–253, doi:10.1016/S1631-0683(02)00032-5. Der Artname „Homo georgicus“ wurde in parallel erschienenen englischsprachigen Veröffentlichungen allerdings wiederholt nicht erwähnt.
5. ↑  Marie-Antoinette de Lumleya, David Lordkipanidze: L'Homme de Dmanissi (Homo georgicus), il y a 1 810 000 ans. In: Comptes Rendus Palevol. Band 5, 2006, S. 273–281, doi:10.1016/j.crpv.2005.11.013.
6. ↑  Marie-Antoinette de Lumley, Léo Gabounia, Abesalom Vekua, David Lordkipanidze: Les restes humains du Pliocène final et du début du Pléistocène inférieur de Dmanissi, Géorgie (1991–2000). I – Les crânes, D 2280, D 2282, D 2700. In: L'Anthropologie. Band 110, 2006, S. 1–110, doi:10.1016/j.anthro.2006.02.001.
7. ↑  So die Kommentierung der in Nature (Band 449, 2007, S. 305 f.) erschienenen Publikation (siehe unter Schriften) auf https://web.archive.org/web/20160316060756/http://planet-erde.de/wissen/uberraschendes-mosaik-1 planet-erde.de], einem Informationsdienst des deutschen Bundesministeriums für Bildung und Forschung.
8. ↑  Michael Balter, Ann Gibbons: A Glimpse of Humans' First Journey Out of Africa. In: Science. Band 288, Nr. 5468, 2000, S. 948–950, doi:10.1126/science.288.5468.948.
9. ↑  Daniel E. Lieberman: Homing in on early Homo. In: Nature. Band 449 2007, S. 291–292, doi:10.1038/449291a.
10. ↑  D. Lordkipanidze and A.Vekua: A new hominid mandible from Dmanisi (Georgia). (Memento vom 21. Februar 2003 im Internet Archive) Abstracts for the 2002 Meetings, Paleoanthropology Society, 19./20. März 2002, Denver, Colorado (auf paleoanthro.org)
11. ↑  Eintrag auf der Internetseite der Academia Europaea
12. ↑   David Lordkipanidze auf dem Server des Goethe-Instituts.

| Personendaten    | Personendaten                                         |
| ---------------- | ----------------------------------------------------- |
| NAME             | Lortkipanidse, Dawit                                  |
| ALTERNATIVNAMEN  | Lordkipanidze, David; ლორთქიფანიძე, დავით (georgisch) |
| KURZBESCHREIBUNG | georgischer Paläoanthropologe                         |
| GEBURTSDATUM     | 5. August 1963                                        |
| GEBURTSORT       | Tiflis, Sowjetunion                                   |